# Markot

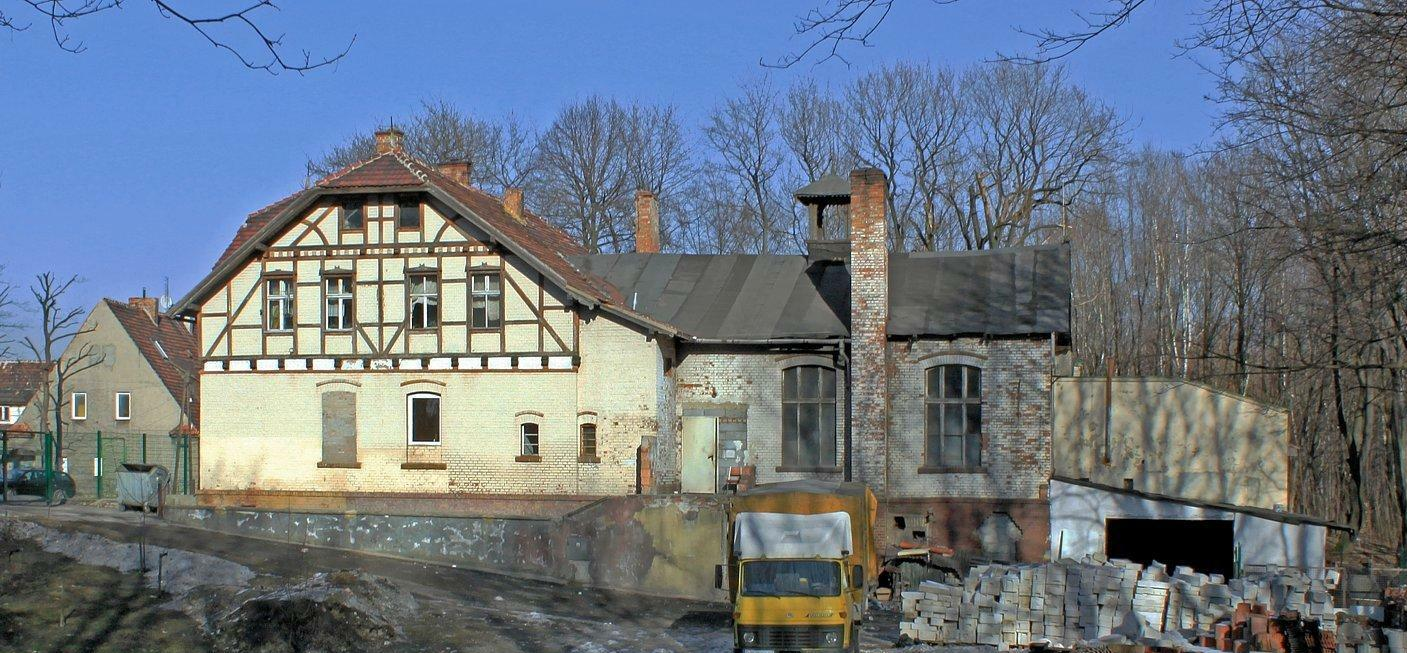
Schronisko dla Osób Bezdomnych Markot w Wałbrzychu (2011)

Ruch Wychodzenia z Bezdomności „Markot” – ruch społeczny powstały na bazie eksperymentu osad Victoria Kotan, w latach 90. XX wieku.
Pierwsza tego typu placówka uruchomiona została w miejscowości Lutynka, druga w Jelenim Ruczaju. Kolejną była Art-Eko Szkoła Życia w Wandzinie. 
Instytucjonalną formułę Ruchu Markot nadano placówkom pomocowym dla bezdomnych w 1994 r. W tym samym roku, w Warszawie, przy ul. Marywilskiej 44, powstało pierwsze Centrum Pomocy Bliźniemu Markot-3. Na przełomie lat 1990–2000, ponad 50% miejsc noclegowych dla bezdomnych w skali kraju pozostawało w gestii Markotu. 
Struktury Ruchu Markot były bazą dla dziesiątek inicjatyw społecznych. Do najbardziej dynamicznych należała Serc Pospolite Ruszenie – akcja pomocy ofiarom powodzi w 1997 roku. Rok wcześniej szef Monaru i Markotu, Marek Kotański, proklamował na 14 kwietnia Dzień Ludzi Bezdomnych oraz ustanowił honorowe wyróżnienie Przyjaciel Ludzi Bezdomnych.